# Kanton Trévoux
Kanton Trévoux (fr. Canton de Trévoux) je francouzský kanton v departementu Ain v regionu Rhône-Alpes. Skládá se z 12 obcí. Před reformou kantonů 2014 se skládal ze 6 obcí.

## Obce kantonu
od roku 2015:
- Beauregard
- Frans
- Jassans-Riottier
- Massieux
- Misérieux
- Parcieux
- Reyrieux
- Saint-Bernard
- Saint-Didier-de-Formans
- Sainte-Euphémie
- Toussieux
- Trévoux

před rokem 2015:
- Beauregard
- Frans
- Jassans-Riottier
- Saint-Bernard
- Saint-Didier-de-Formans
- Trévoux